# Megachile urbana
Megachile urbana är en biart som beskrevs av Smith 1879. Megachile urbana ingår i släktet tapetserarbin, och familjen buksamlarbin. Inga underarter finns listade i Catalogue of Life.